# Castelo de Villahaleva
O Castelo de Villahaleva, também chamado de Castelo de Torralba del Pinar localiza-se no município de Torralba del Pinar, província de Castellón, na comunidade autónoma da Comunidade Valenciana, na Espanha.
Ergue-se em posição dominante a alguma distância da povoação e é possível que em sua origem não tivesse relação direta com esta, e sim a função de controle dos caminhos e passos até Villamalur e o vale do rio Mijares, pois implanta-se no centro do vale que une as localidades de Ayódar e Torralba del Pinar.

## História
Remonta a uma fortificação de origem muçulmana, erguida em algum momento entre os séculos X e XII.
De pequenas dimensões, actualmente encontra-se em ruínas. Podem ser apreciados os restos das muralhas que se fundem com as paredes rochosas que circundam a colina sobre a qual se ergue.